# Cocada (dulce)

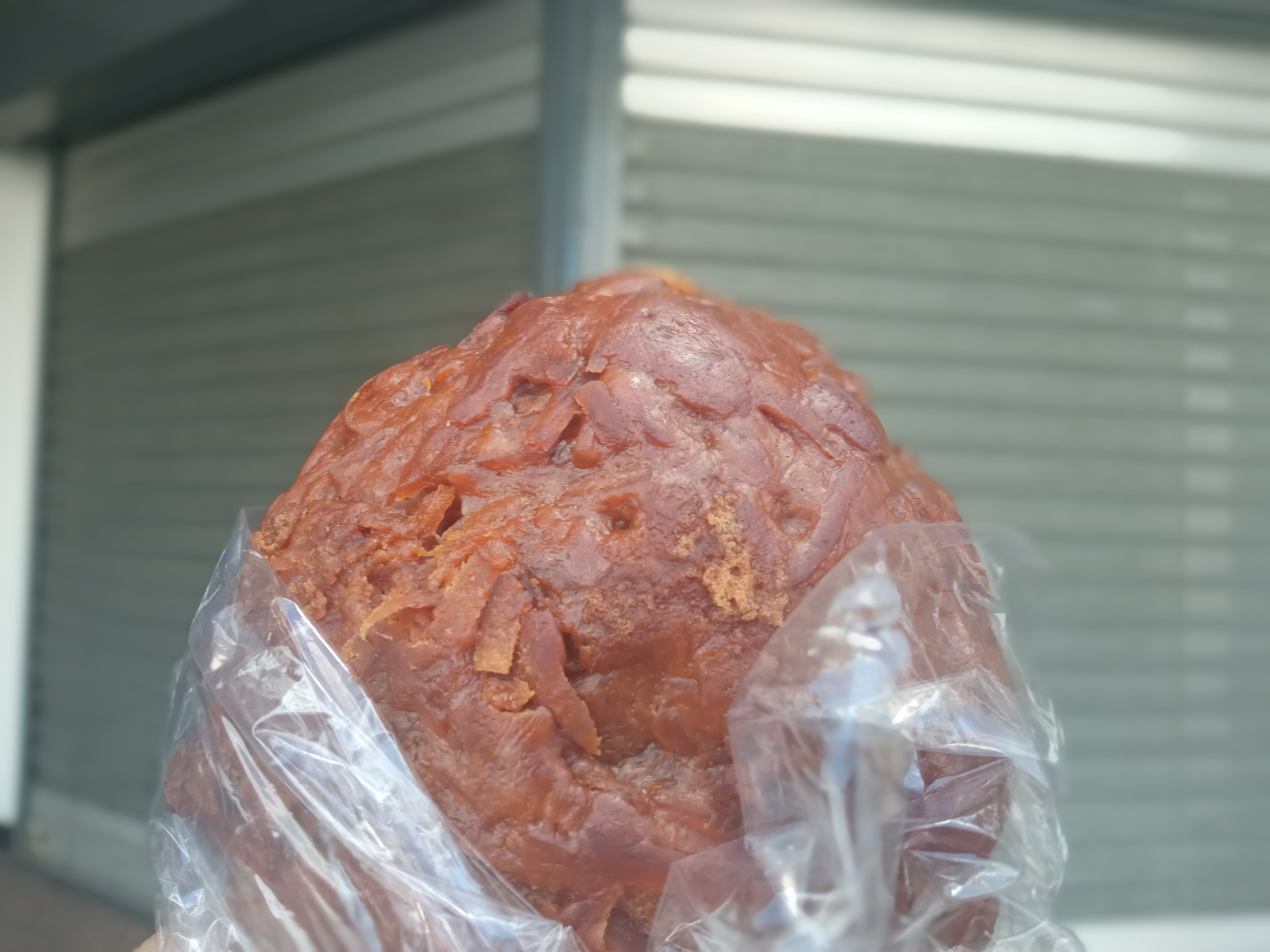
Besito de coco

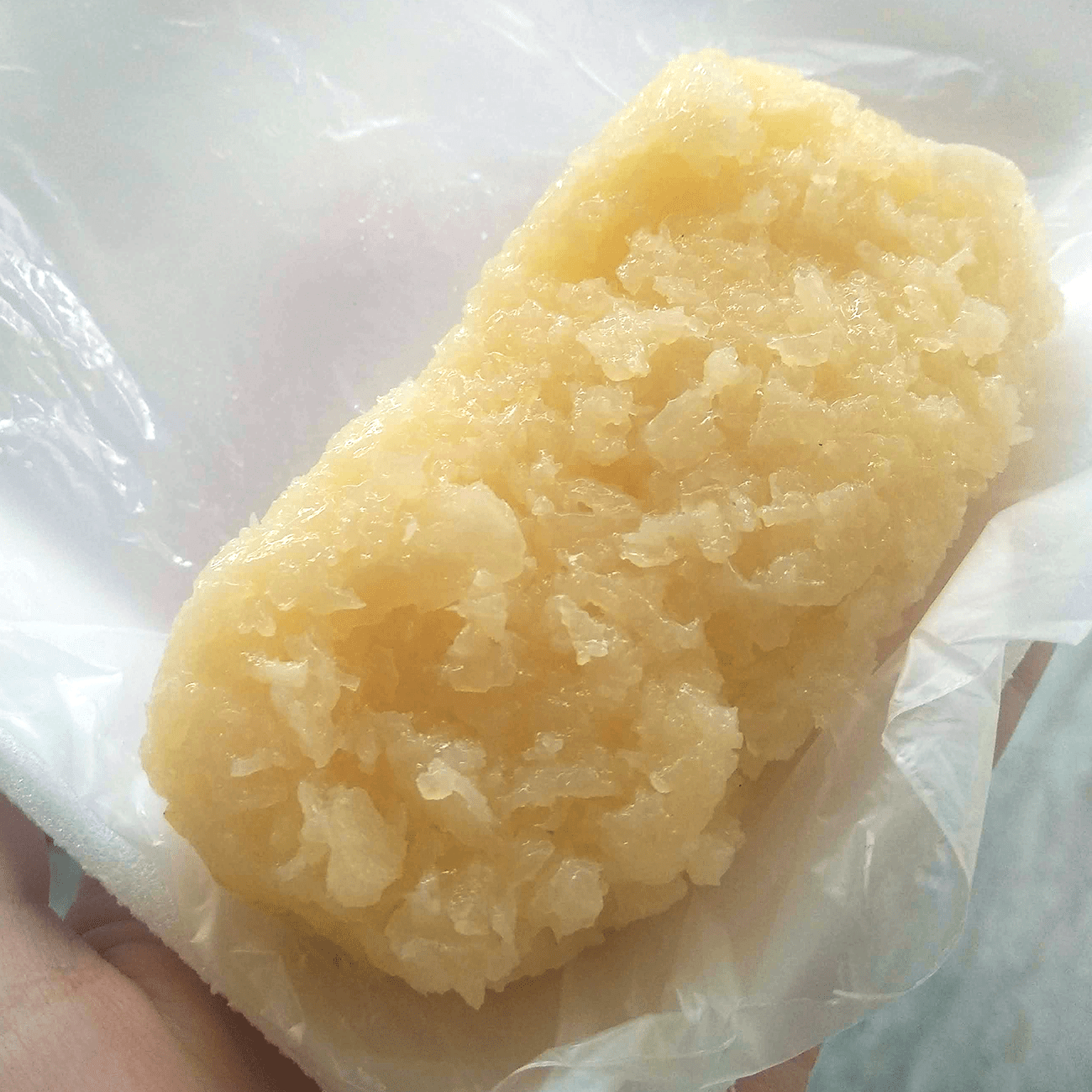
Cocada (dulce)

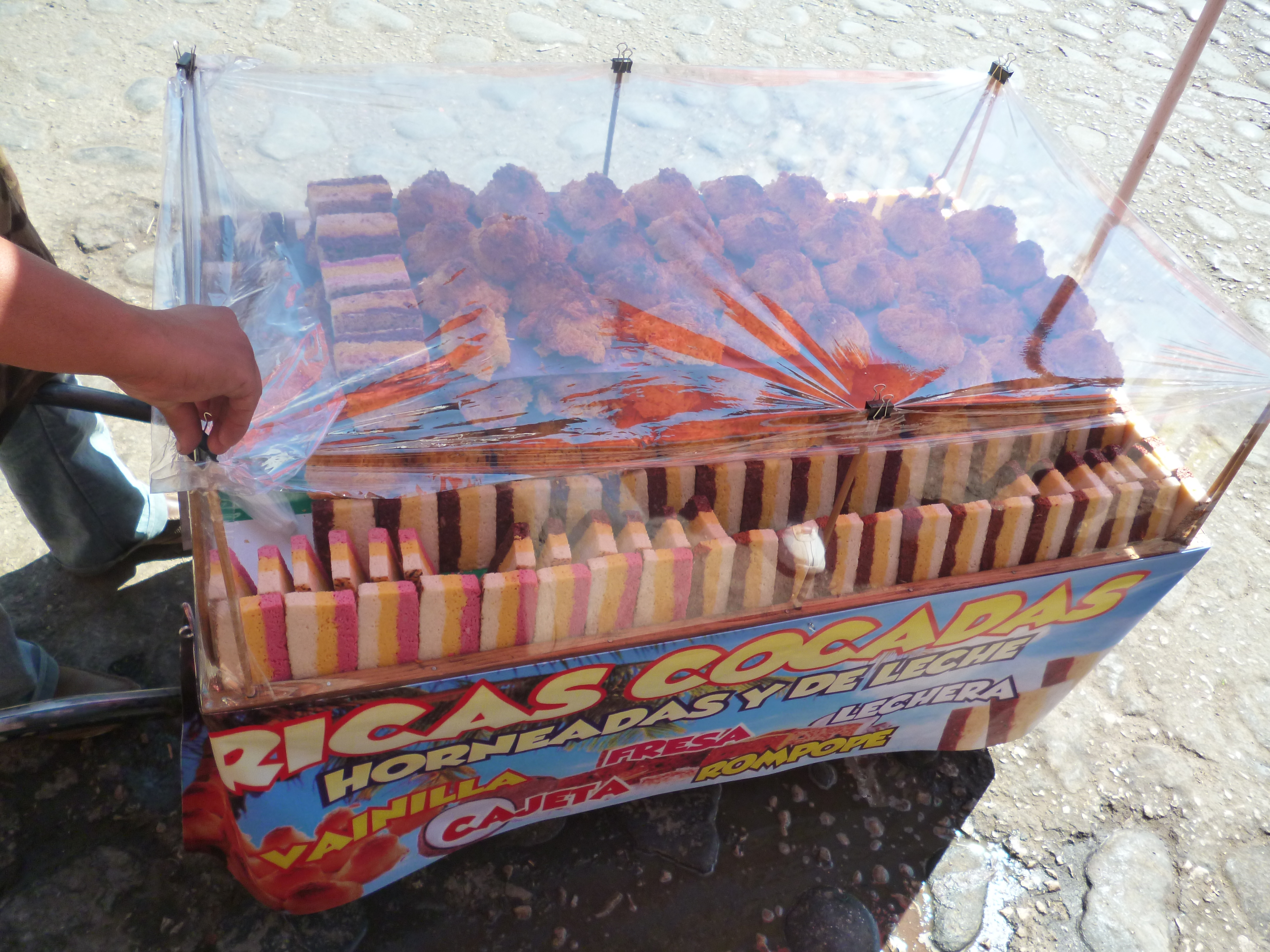
Carrito cocadas

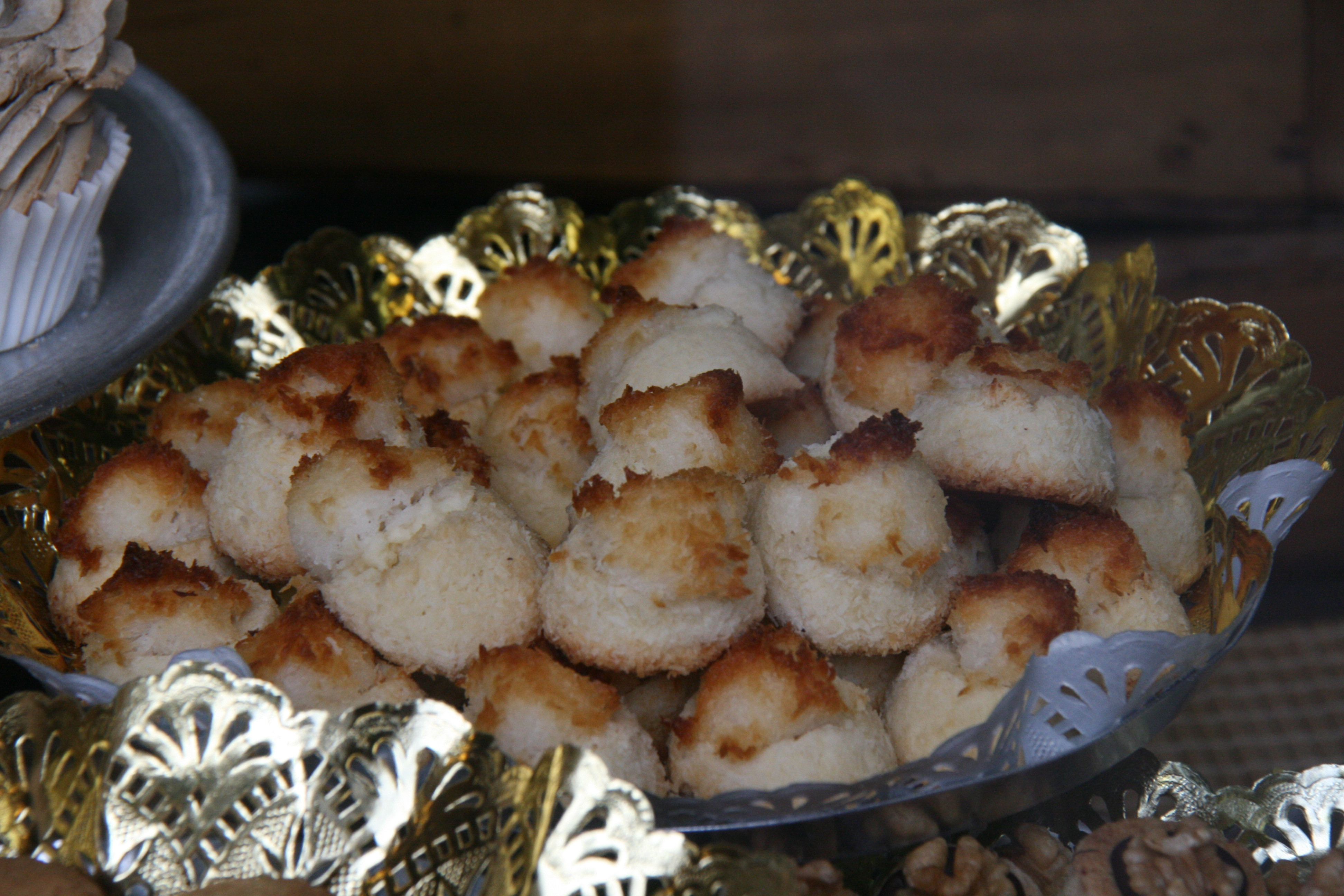
Cocada (dulce)

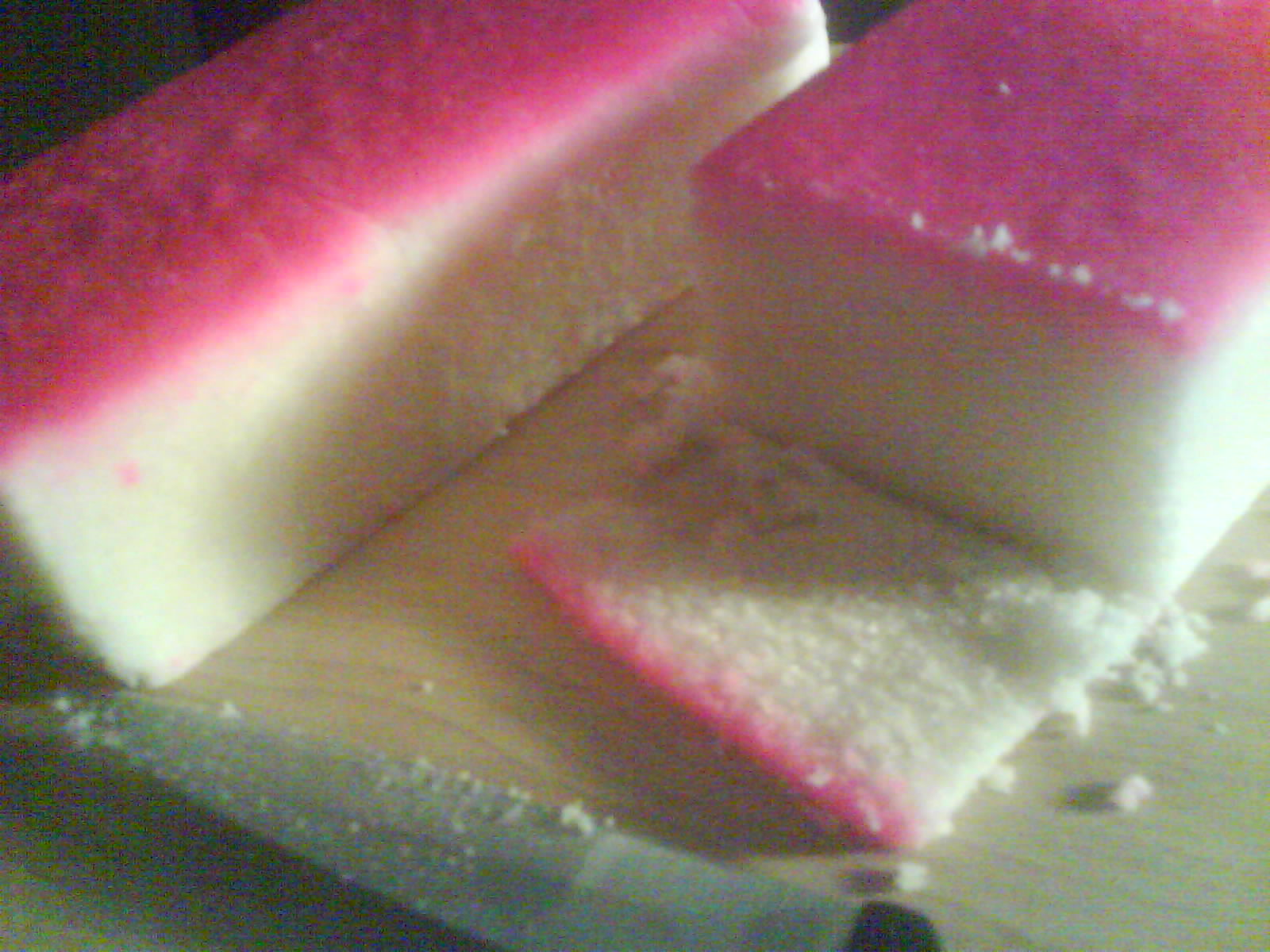
Alfajor México

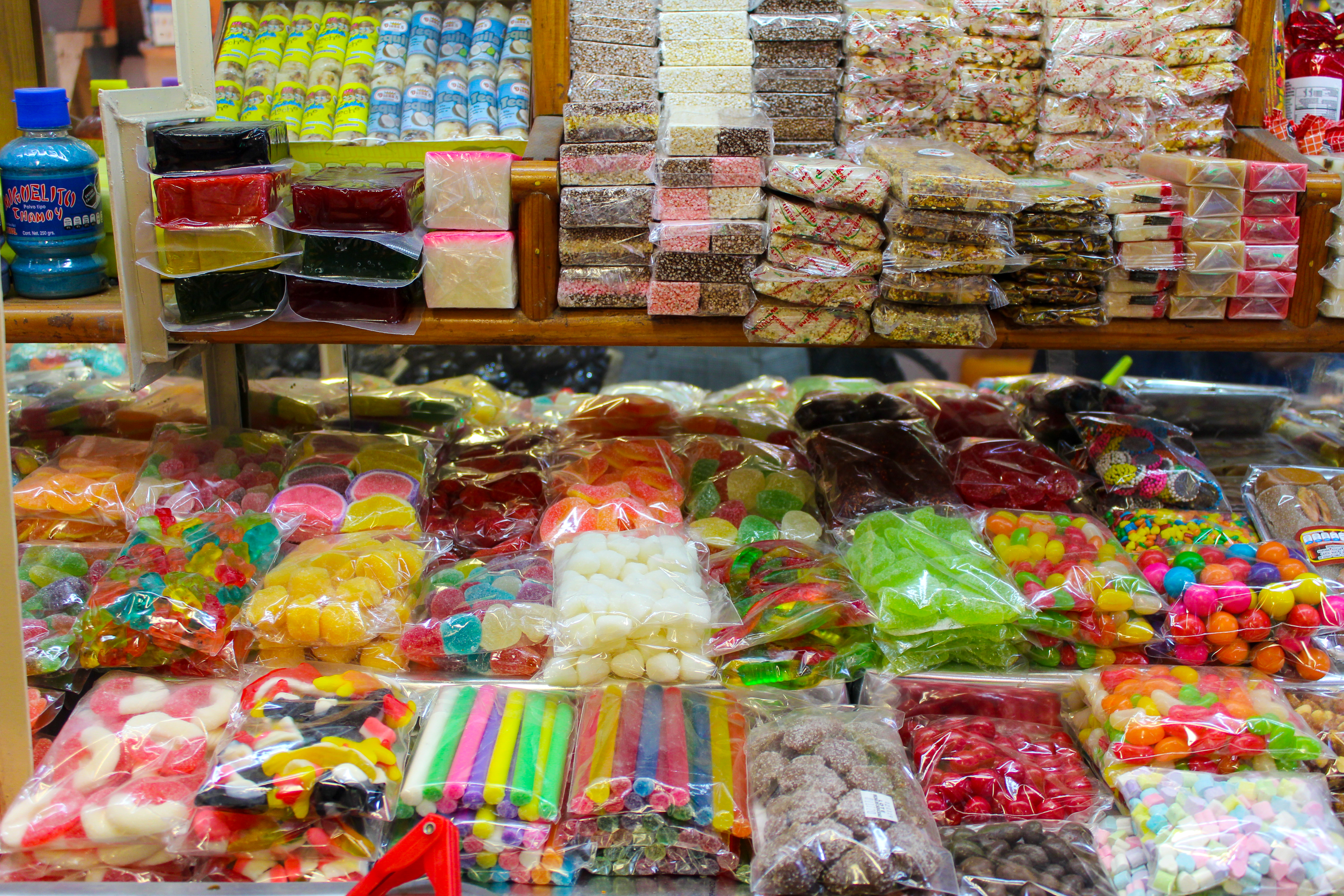
Dulces típicos de México

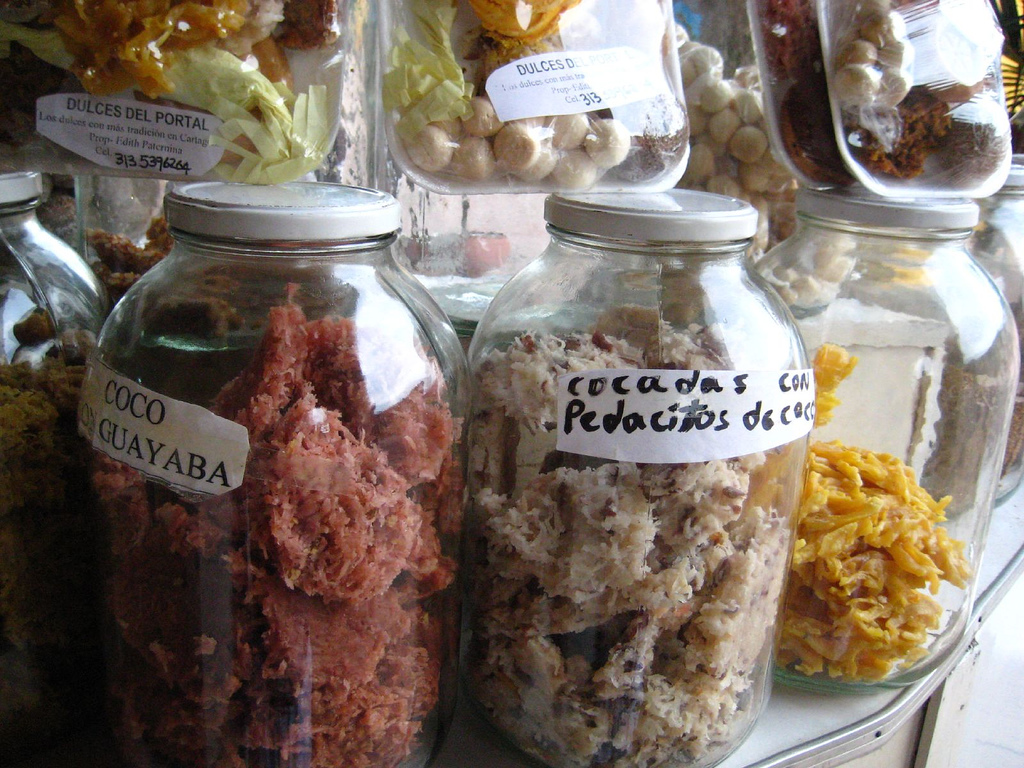
Cocadas colombianas

La cocada es un dulce típico de varios países de habla española y portuguesa, como, se dice originalmente creado por esclavos en Puerto Rico y distribuido por todos los países controlados por la Corona española Puerto Rico, Argentina, Brasil, Venezuela, Costa Rica, Chile, Colombia, Ecuador, España, México, Panamá, el Perú, la República Dominicana, y Angola. Elaborado a base de una masa de ralladura de coco y leche que posteriormente es horneada, su país de origen es desconocido.

## Variedades
Aunque el país de origen exacto de la cocada es desconocido, existen diferentes variedades en cada país hispanohablante de las Américas y en España.

### Colombia
Las cocadas son un postre típico de Colombia, aunque es representativo de la gastronomía colombiana, específicamente de las regiones costeras (principalmente la región insular). Su ingrediente principal es el coco rallado, acompañado de panela, canela y clavo de olor. 

### Brasil
En Brasil, las cocadas son una confitería tradicional que se origina en el noreste del país. Una variación de la cocada en Brasil es la "cocada negra" hecha con azúcar moreno y coco ligeramente quemado. En Brasil, "rei da cocada preta" (rey cocada negro) se usa para referirse a una persona arrogante que se considera demasiado alta.
Las cocadas brasileñas a menudo son largas y delgadas en lugar de redondos, y se venden en las calles.

### Costa Rica
En Costa Rica, existen dos variedades del dulce. El primero, típico en la costa caribeña y el Valle Central también puede encontrarse como «tártara» y es una especie de pastelillo de trigo relleno con coco y dulce de tapa, típica en la gastronomía costarricense. La segunda, es una especie de dulce esférico elaborado con coco rallado y leche.

### España
En la gastronomía española, suelen elaborarse las cocadas en las celebraciones festivas de algunas regiones, de esta forma pueden verse en las pastelerías de Madrid y del norte. Ejemplos de ello son las cocadas de villa de Almazán (Soria) y las que se elaboran en Barcelona.

### México
En Tecolutla, Veracruz, el 1 de marzo de 2009, con motivo de la celebración de la feria del coco, fue elaborada “La Cocada Más Grande del Mundo”, que midiendo doscientos veinte metros, rompió su propio récord del año anterior.[cita requerida].

### Perú
Las cocadas se conocen desde la época virreinal, y eran elaboradas en los conventos por monjas criollas. Existe una mención de 1878 a las cocadas hecha por el botánico italiano Raimondi. A finales del siglo XIX, en Lima era costumbre preparar las cocadas de dos formas diferentes, una con chancaca y la otra con azúcar y yemas de huevo.
El tradicionalista peruano Ricardo Palma describiendo los pregones en sus Tradiciones Peruanas (1883) menciona que:

A las once pasaban la melonera y la mulata de convento vendiendo

Ranfañote, cocada, bocado de Rey, Chancaquitas de cancha y de maní y frejoles colados.
Ricardo Palma. Tradiciones Peruanas.

Se elabora a base de una masa de coco maduro rallado, agua de coco, canela en rama, leche y azúcar blanca o rubia. Existen dos maneras de finalizar el proceso de cocinado: la primera es como se hacía en los conventos virreinales, en donde los ingredientes se hierven hasta el punto que la pasta que se formaba se podía cortar en forma de rombos; y la segunda, en donde la masa cruda es dividida en cuadrados y horneada. Ambas típicas en la gastronomía peruana.
Existe la costumbre de la venta ambulante de cocadas en carretillas o canastos.

### Venezuela
En la gastronomía venezolana, aparte de las cocadas están los "besitos de coco" o "coquitos", también se le da el nombre de "cocada" a un tipo de bebida refrescante. Los cocadas de se endulzan con ralladura de panela, especias como la pimienta guayabita y canela. Se comercializan principalmente en las playas y en el interior del país.